# Perunika-Gletscher
Der Perunika-Gletscher (bulgarisch ледник Перуника lednik Perunika) ist ein Gletscher auf der Livingston-Insel im Archipel der Südlichen Shetlandinseln. Er fließt nördlich des Plíska Ridge zum Emona Anchorage, einer Nebenbucht der South Bay, die er nördlich es Bulgarian Beach erreicht.
Die Namensgebung erfolgte durch die bulgarische Kommission für Antarktische Geographische Namen im Jahr 1995. Namensgeber ist ein Dorf in den Rhodopen, wobei sich der Name von Perun ableitet, dem obersten Gott der slawischen Mythologie.